# مینبورن (آیووا)
مینبورن (به انگلیسی: Minburn) شهری در ایالت آیووا کشور ایالات متحده آمریکا است که جمعیت آن در سرشماری سال ۲۰۱۰ میلادی، ۳۶۵ نفر بوده‌است.